# Hannah Darling
Hannah Darling (30 de maio de 1996) é uma ruguebolista de sevens canadense, medalhista olímpica.

## Carreira
Hannah Darling integrou o elenco da Seleção Canadense Feminina de Rugby Sevens medalha de bronze na Rio 2016.